# Whiteville (Caroline du Nord)
Pour les articles homonymes, voir Whiteville.
La ville de Whiteville est le siège du comté de Columbus, situé en Caroline du Nord, aux États-Unis.

## Démographie
| 1890 | 1900 | 1910  | 1920  | 1930  | 1940  |
| ---- | ---- | ----- | ----- | ----- | ----- |
| 372  | 634  | 1 368 | 1 604 | 2 203 | 3 011 |

| 1950  | 1960  | 1970  | 1980  | 1990  | 2000  |
| ----- | ----- | ----- | ----- | ----- | ----- |
| 4 238 | 4 683 | 4 195 | 5 565 | 5 078 | 5 148 |

| 2010  | - | - | - | - | - |
| ----- | - | - | - | - | - |
| 5 394 | - | - | - | - | - |

## Source
- (en) Cet article est partiellement ou en totalité issu de l’article de Wikipédia en anglais intitulé « Whiteville, North Carolina » (voir la liste des auteurs).